# 繊維会館
繊維会館（せんいかいかん、Ypres_Cloth_Hall）はベルギーのイーペルにある建物で、中世に竣工した建物の中では、大型の建物に入っている。

## 解説
建物の様式はおもに1200年から1304年のあいだのゴシック様式である。
この建物は中世時代の物のなかでも最も大きな商業施設の一つであり、フラマン市の経済的に成功した繊維工業に主要となる市場と倉庫を提供していた。
建物の幅は最大で125メートル、その中央には高さ70メートルになる鐘塔を有し、その壮大さはイーペルが中世の裕福で重要な交易都市であったことをおもわせる。